# Amanita muscaria
Amanita muscaria, cunoscută și ca buretele muștelor sau muscăriță, este o ciupercă otrăvitoare și psihoactivă din genul Amanita care coabitează, fiind un simbiont micoriza (formează micorize pe rădăcinile arborilor). Inițial răspândită în regiunile temperate și nordice ale emisferei boreale, Amanita muscaria a fost neintenționat răspândită și în unele regiuni din emisfera sudică, devenind astfel o specie cosmopolită. Este frecventă în pădurile de conifere, fiind extrem de ușor de recunoscut datorită pălăriei roșii-purpurii (cu un diametru de pana la 20 cm), cu puncte albe. Au fost cunoscute mai multe subspecii, cu pălăria colorată în diverse moduri, inclusiv maro regalis (considerată o specie separată), flavivolvata galben-portocalie, gwessowii, formosa, și persicina rozalie. Studii genetice publicate în 2006 și 2008 arată că există ramificații ale acestora ce pot constitui specii diferite. 
Deși este considerată în general o ciupercă otrăvitoare, există puține decese documentate de la consumul acesteia, iar după fierbere este consumată ca aliment în unele părți din Europa, Asia și America de Nord. Amanita muscaria este renumită pentru proprietățile sale halucinogene, principalul său constitutiv psihoactiv fiind muscimolul. Această specie de ciuperci a fost folosită ca intoxicant și enteogen („care generează prezența divină”), de populațiile din Siberia, și are o semnificație religioasă pentru aceste culturi. Sunt multe speculații privind posibila utilizare a acestei ciuperci și în alte locuri decât în Siberia, dar aceste tradiții sunt prea puțin documentate. Bancherul american și etnomicologist amator R. Gordon Wasson a propus ipoteza că „buretele muștelor” a fost inspirația vechilor texte Rig Veda din India; de la introducerea sa în 1968, această teorie a câștigat atenția fie adepților cât și a criticilor în literatură antropologică.

## Taxonomie si denumiri
Numele acestei ciuperci în multe limbi Europene e derivat de la uzul ciupercii ca insecticid atunci când e supusă fierberii în lapte. Aceste denumiri se întâlnesc în popoarele vorbitoare de limbi Germanice și Slave, la fel ca și în regiunea Vosges în Franța, și în România. Albertus Magnus a fost primul care a numit-o în lucrarea sa De vegetabilibus cândva înainte de 1256, spunând că vocatur fungus muscarum, eo quod în lacte pulverizatus interficit muscas, „se numește buretele muștelor deoarece pulverizat în lapte ucide muștele.”
Botanistul belgo-danez din secolul al 16-lea Carolul Clusius a regăsit practica de a amesteca ciuperca în lapte în Frankfurt, Germania, în timp ce Carl Linnaeus, „tatăl taxonomiei”, vorbește despre ea în Smaland în sudul Suediei, unde a trăit când era copil. A descris-o în volumul doi al Species Plantarum în 1753, dându-i numele Agaricus muscarius, epitetul specific derivat din Latinul musca, care înseamnă muscă. Și-a câștigat numele actual în 1783, când introdus în genul Amanita al lui Jean-Baptiste Lamark, un nume sancționat în 1821 de „tatăl micologiei”, Suedezul naturalist Elias Magnus Fries. Data de început a tuturor fungilor a fost stabilită de comun acord pe 1 ianuarie 1821, data lucrării lui Fries, și deci numele complet a fost Amanita muscaria. Ediția din 1987 a Internațional Code of Botanical Nomenclature a schimbat regulile datei inițiale și numele principale ale ciupercilor, iar acum pot fi considerate valabile numele datate în 1 mai 1753, data publicării lucrării lui Linnaeus. Drept urmare, Linnaeus și Lamarck sunt considerați acum numitorii Amanitei muscaria.

## Legături externe

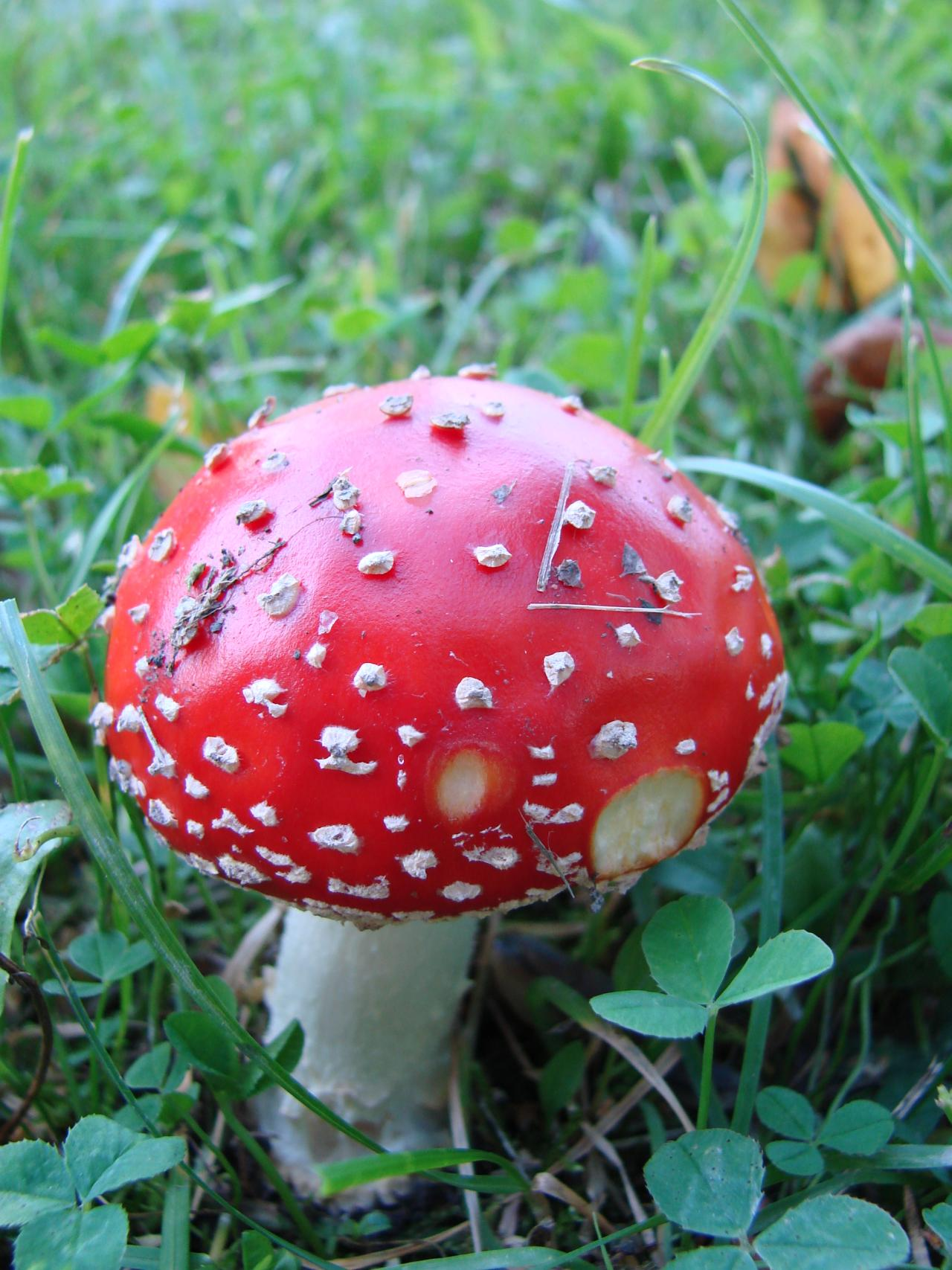
A.muscaria tânără
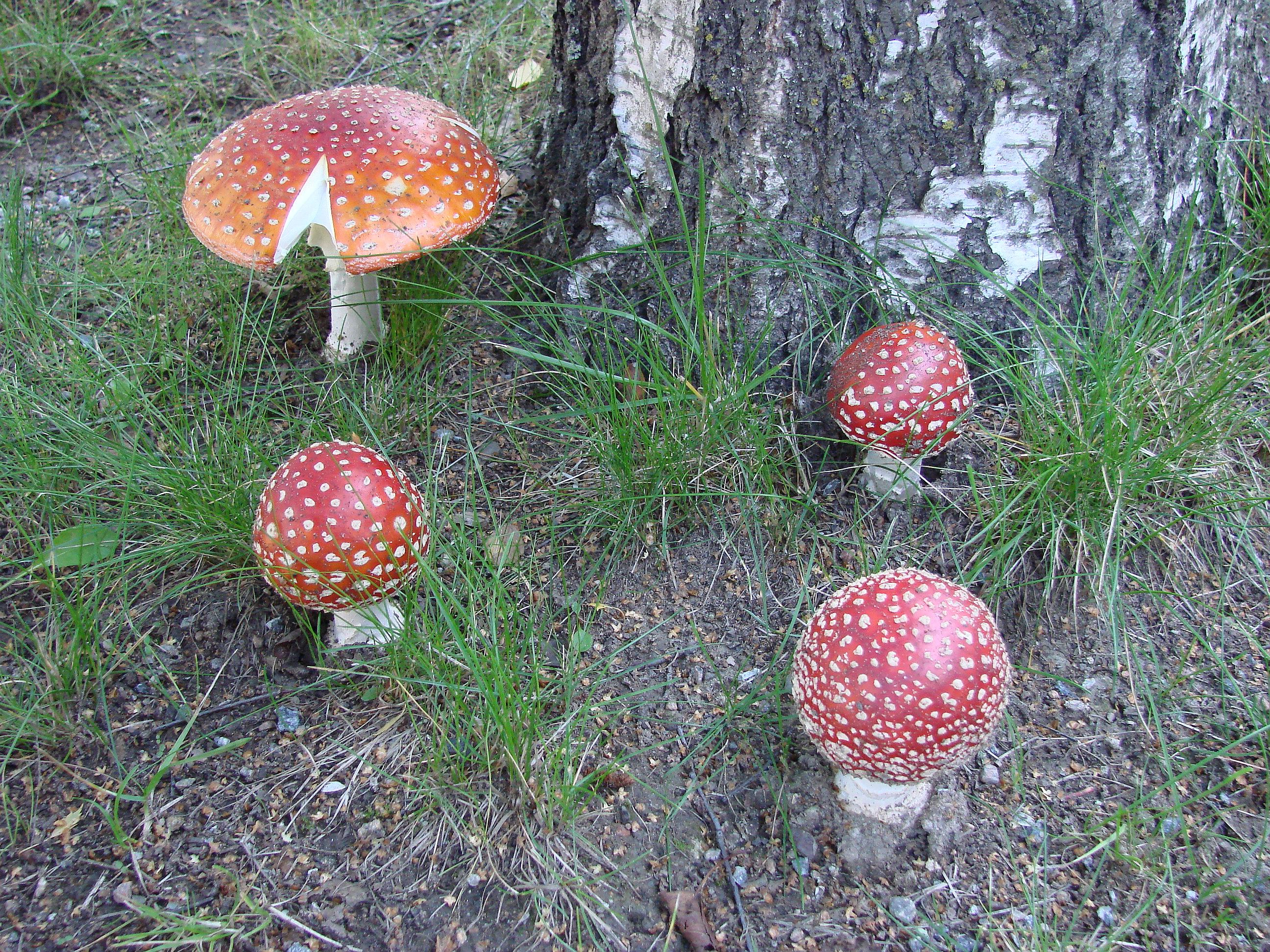
Grup de A.muscaria
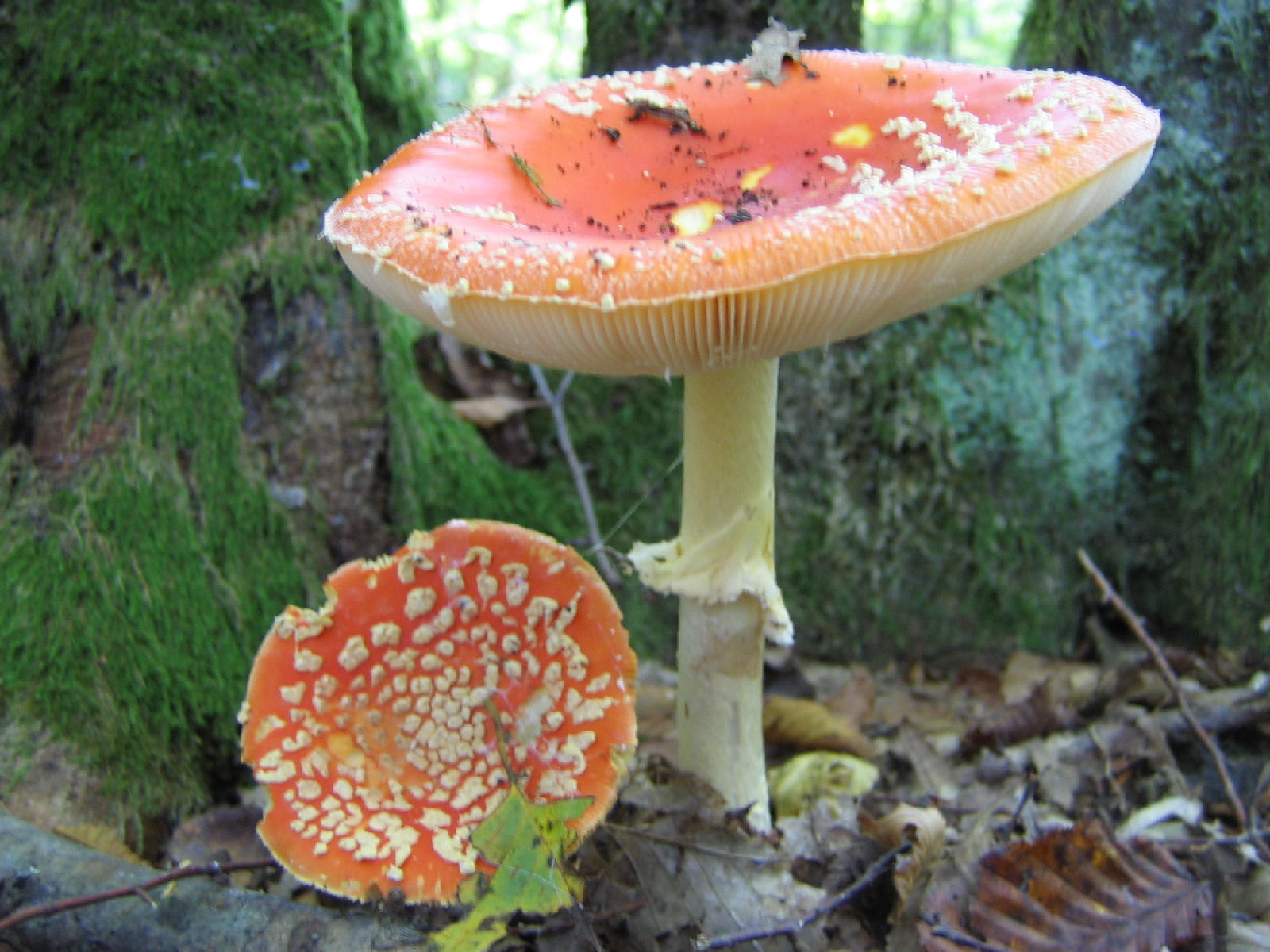
A.muscaria matură